# Digipoort
Digipoort omvat het elektronisch bestuurlijk berichtenverkeer tussen belanghebbenden en een specifiek overheidsorgaan, het “elektronische postkantoor”. Digipoort is opgedeeld in twee, nochtans gescheiden, onderdelen: Digipoort OTP (voorheen Overheidstransactiepoort) en Digipoort Procesinfrastructuur (PI).
Digipoort ontvangt het bericht, verzorgt de controle op een aantal eisen aan het bericht en bevestigt, desgewenst namens het orgaan de ontvangst van het bericht.
Bij elektronisch berichtenverkeer met gebruik van Digipoort is in sommige gevallen een digitaal certificaat verplicht. Het systeem stelt een ontvangstbevestiging beschikbaar, die met het eerder gebruikte certificaat moet worden opgehaald. Alleen overheden en bedrijven kunnen aansluiten op Digipoort.
De gegevens die via Digipoort PI worden uitgewisseld zijn zo veel mogelijk gebaseerd op XBRL, dat staat voor eXtensible Business Reporting Language, een open standaard voor het digitaal uitwisselen van bedrijfsgegevens en rapportages.
Digipoort in wordt mogelijk opgenomen in de Forum Standaardisatie lijst van 'Getoetste voorzieningen'.

## Gebruikers

### Alle gebruikers
- E-factureren

### Belastingdienst
Een voorwaarde voor het gebruik in het verkeer met de Nederlandse belastingdienst is, dat de fiscale dienstverlener of koepelorganisatie een convenant horizontaal toezicht met de Belastingdienst heeft gesloten. Het gebruik is mogelijk voor de:
- Aangifte inkomstenbelasting voor binnenlands belastingplichtige particulieren (Digipoort PI)
- Aangifte inkomstenbelasting voor binnenlands belastingplichtige ondernemers (Digipoort PI)
- Verkorte aangifte inkomstenbelasting voor binnenlands belastingplichtige ondernemers (Digipoort PI)
- Aangifte vennootschapsbelasting (Digipoort PI)
- Verkorte aangifte vennootschapsbelasting (Digipoort PI)
- Aangifte omzetbelasting voor binnenlandse ondernemers (Digipoort PI)
- Aangifte omzetbelasting / intracommunautaire leveringen en prestaties (Digipoort PI)

Voor deze aangiften haalt de Belastingdienst ook de gegevens op via Digipoort:
- dividend / waarde effecten portefeuille (Digipoort OTP)
- rente- en saldogegevens (Digipoort OTP)
- jaaropgave levensverzekeringen (Digipoort OTP)
- maandrenseignering levensverzekeringen (Digipoort OTP)
- ESRR Europese spaarrente richtlijn (Digipoort OTP)
- EWLS Eigen woning lijfrente sparen (Digipoort OTP)
- BTW Refund (Digipoort OTP)
- intracommunautaire levering (Digipoort OTP)

Het moment van ontvangst door de Belastingdienst wordt elektronisch vastgesteld.
Het verkeer met Digipoort is door de Belastingdienst met ingang van 1 januari 2011 opengesteld.

### CBS
- Bloemenstatistiek (Digipoort OTP)
- Investeringsstatistiek (Digipoort PI)
- Kortetermijnstatistiek (Digipoort PI)
- Productiestatistiek (Digipoort PI)
- Wegvervoerstatistiek (Digipoort PI)

### Douane
- ECS (Digipoort OTP)
- Sagitta uitvoer (Digipoort OTP)
- Sagitta invoer (Digipoort OTP)
- Sagitta binnenbrengen (Digipoort OTP)
- NCTS / Transit (Digipoort OTP)
- EMCS (Digipoort OTP)

### KvK
- jaarrekening (Digipoort PI)

### Ministerie van Economische Zaken

#### nVWA
- PD Client (Digipoort OTP)
- VWA Client (Digipoort OTP)

#### AID
- e-logboek (Digipoort OTP)

### UWV
- Digi-ZSM (Digipoort OTP)